# Giải bóng đá Hạng Nhì Quốc gia 2003
Giải bóng đá hạng Nhì Quốc gia 2003 là giải thi đấu bóng đá cấp câu lạc bộ cao thứ 3 trong hệ thống các giải bóng đá Việt Nam (sau Giải Vô địch Quốc gia chuyên nghiệp và Giải bóng đá hạng Nhất Quốc gia). Có 16 đội hạng nhì gồm: Bến Tre, Bình Thuận, Đồng Nai, Đội trẻ Gạch Đồng Tâm- Long An, Hà Tĩnh, Khánh Hoà, K.S Khải Hoàn, Kon Tum, Quảng Ninh, Quảng Nam, QK3, QK4, Sinhanco TPHCM, Thanh niên Hà Nội, Trà Vinh, Vạn Chinh. 

## Trận chung kết
Chiều ngày 18 tháng 9 năm 2003, hai đội bóng Quảng Nam và Khách sạn Khải Hoàn, trước đó đã giành quyền chơi ở giải hạng Nhất, thi đấu trận thủ tục tranh ngôi vô địch giải bóng đá hạng Nhì quốc gia. Dù vậy, trận đấu không nhàm chán mà diễn ra rất quyết liệt. Ngay từ phút thứ 6, trung vệ đội trưởng Dương Văn Tuyến với cú sút phạt chính xác đã mở tỷ số cho Quảng Nam. Nhưng sau đó, các cầu thủ Khải Hoàn đã có cuộc lội ngược dòng ngoạn mục. Phút 31, tiền đạo Văn Hùng san bằng tỷ số 1-1 bằng pha xử lý khéo léo. Từ đầu hiệp 2, dù đá thiếu người (Tấn Tài bị thẻ đỏ) và bị Quảng Nam chơi lấn lướt, tiền đạo trẻ Anh Đức đã ghi bàn thắng vàng ở phút 119 giúp Khải Hoàn đăng quang ngôi vô địch và nhận được tổng cộng hơn 400 triệu đồng tiền thưởng.
|  | v |  |
|  | - |  |
|  |   |  |